# リュシ・デコス
リュシ・デコス（ Lucie Décosse、 1981年8月6日 - ）は、フランスのショーモン出身の女子柔道家。身長165cm。現在は70kg級の選手。5段。

## 人物
柔道は6歳の時に始めた。その後、3年ほど母親の出身地であるフランス領ギアナに住んでいたこともあったが、17歳の時にフランスに戻ってきた。オリンピック2連覇の谷本歩実とは、世界ジュニアで優勝を争った頃からライバル関係にある。初期の頃はドコスの方が特に分がよかったわけではないが、2001年の福岡国際で谷本に負けて以降は、2005年の世界選手権決勝を含めドコスが勝っていたので、北京オリンピックでもドコス有利かとも思われていたが、決勝で谷本に豪快な内股で一本負けを喫した。その後、階級をそれまでの63kg級から70kg級に上げて国際大会でも好成績を残していたので、2009年の世界選手権も期待されていたものの、初戦でハンガリーのアネット・メサロシュに敗れた。しかし、2010年の地元パリでのグランドスラム大会では、そのメサロシュに雪辱を果たして優勝した。9月の世界選手権では決勝でメサロシュを破り優勝した。2011年にパリで開催された世界選手権でも決勝でエディス・ボッシュを破り2連覇を果たした。
2012年7月のロンドンオリンピックでは決勝でドイツのケルスティン・ティエレを破って金メダルを獲得した。11月には柔道のフランス選手権を観戦するため開催地のモンペリエに赴いて家を留守にしていると空き巣に入られて、世界選手権で獲得した金メダル3つとコンピューター及びブレスレットの窃盗被害にあった。ただ、ロンドンオリンピックで獲得した金メダルは手元にあったため無事だったという。
2013年の世界選手権で5位に終わると引退を表明した。

## 主な戦績
- 1998年 - ワールドユースゲームズ　3位
- 2000年 - オーストリア国際　2位
- 2000年 - ポーランド国際　3位
- 2000年 - 世界ジュニア　優勝
- 2001年 - フランス国際　優勝
- 2001年 - 地中海競技大会　2位
- 2001年 - グランプリ・セビリア　3位
- 2001年 - 福岡国際　3位
- 2002年 - ヨーロッパ選手権　優勝
- 2002年 - ワールドカップ団体戦　5位
- 2002年 - 福岡国際　3位
- 2003年 - ヨーロッパ選手権　5位
- 2003年 - 世界選手権　7位
- 2004年 - ロシア国際　優勝
- 2004年 - ブルガリア国際　優勝
- 2004年 - フランス国際　優勝
- 2004年 - ヨーロッパ選手権　7位
- 2004年 - アテネオリンピック　7位
- 2004年 - 福岡国際　3位
- 2005年 - フランス国際　5位
- 2005年 - ドイツ国際　優勝
- 2005年 - スペイン国際　優勝
- 2005年 - ヨーロッパ選手権　3位
- 2005年 - 地中海競技大会　優勝
- 2005年 - 世界選手権　優勝
- 2006年 - フランス国際　優勝
- 2006年 - ロシア国際　優勝
- 2006年 - ヨーロッパ選手権　2位
- 2006年 - ワールドカップ団体戦　優勝
- 2006年 - 福岡国際　優勝
- 2007年 - フランス国際　2位
- 2007年 - ヨーロッパ選手権　優勝
- 2007年 - 世界選手権　2位
- 2008年 - フランス国際　優勝
- 2008年 - ヨーロッパ選手権　優勝
- 2008年 - 北京オリンピック　2位
- 2008年 - 嘉納杯　優勝
- 2009年 - グランドスラム・パリ　優勝
- 2009年 - ヨーロッパ選手権　優勝
- 2009年 - グランドスラム・リオデジャネイロ　優勝
- 2010年 - ワールドマスターズ　3位
- 2010年 - グランドスラム・パリ　優勝
- 2010年 - グランドスラム・リオデジャネイロ　優勝
- 2010年 - 世界選手権　優勝
- 2011年 - ワールドマスターズ　優勝
- 2011年 - グランドスラム・パリ　優勝
- 2011年 - ヨーロッパ選手権　3位
- 2011年 - 世界選手権　優勝
- 2011年 - 世界団体　優勝
- 2012年 - ワールドマスターズ　優勝
- 2012年 - グランドスラム・パリ　2位
- 2012年 - ワールドカップ・ブカレスト　優勝
- 2012年 -　ロンドンオリンピック　優勝
- 2013年 - グランドスラム・パリ　3位
- 2013年 - ワールドマスターズ　3位
- 2013年 - 世界選手権　5位